# Anaesthetis
Anaesthetis is een kevergeslacht uit de familie van de boktorren (Cerambycidae). De wetenschappelijke naam van het geslacht werd voor het eerst geldig gepubliceerd in 1835 door Dejean.

## Soorten
Anaesthetis omvat de volgende soorten:
- Anaesthetis anatolica Holzschuh, 1969
- Anaesthetis confossicollis Baeckmann, 1903
- Anaesthetis flavipilis Baeckmann, 1903
- Anaesthetis lanuginosa Baeckmann, 1903
- Anaesthetis numeensis Fauvel, 1906
- Anaesthetis testacea (Fabricius, 1781)